# Стивън Морис
Стивън Пол Дейвид Морис (на английски: Stephen Paul David Morris) е английски музикант.

## Биография и творчество
Стивън Морис е роден на 28 октомври 1957 г. в Макълсфийлд, Чешър.
Той е най-известен с участието си в легендарните групи „Джой Дивижън“ и „Ню Ордър“.
Морис единствен се явява на обявата за барабанист на „Джой Дивижън“ през август 1977 г. Бандата бележи значителен успех за своето време. Участва в нея като барабанист. Според членовете на групата свири като „машина“ и се налага продуцента Мартин Ханет да записва частта на всеки барабан поотделно. През 1980 г. се самоубива главния вокалист Иън Къртис, след което Джой Дивижън се разпада.
Морис и останалите членове на разпадналата се Джой Дивижън, Питър Хук и Бърнард Съмнър заедно с Джилиън Джилбърт формират Ню Ордър.